# Burg Volperhausen
Die Burg Volperhausen ist eine Burganlage im Ort Volperhausen im Oberbergischen Kreis, Nordrhein-Westfalen. Sie liegt vier Kilometer von Morsbach entfernt, gehört aber noch zu dessen Gemeindegebiet.

## Geschichte
Burg Volperhausen wurde im Jahre 1462 erstmals erwähnt, der Touristikverband Oberbergisches Land spricht auf seiner Homepage vom Beginn des 16. Jahrhunderts. Die Niederungsburg hatte einen rechteckigen Grundriss mit einem auf einer der Langseiten angesetzten Treppenturm. Diese erste Anlage wurde im Verlauf des Dreißigjährigen Krieges zerstört. Der Wiederaufbau erfolgte im Jahre 1682. Im 20. Jahrhundert erfolgten mehrfach Sanierungsarbeiten.
Ursprünglich war die Burg im Besitz der Grafen von Hatzfeld, im weiteren Verlauf wechselte sie mehrmals den Besitzer. Sie war früher ein Vorposten des Schlosses Crottorf.

## Anlage
Heute besteht das Burggebäude aus einem dreigeschossigen Bruchsteinbau mit schlankem Treppenturm. Der heute existierende Graben, der auch von der früheren Mühle neben dem Burghaus genutzt wurde, weist noch auf den Typ eines Wasserschlosses hin. Heute steht auf den Grundmauern der Mühle ein Wohnhaus. Die Burg ist Privatbesitz und kann daher nur von außen besichtigt werden.